# Amphiblestrum inermis
Amphiblestrum inermis är en mossdjursart som först beskrevs av Arnold Girard Kluge 1914.  Amphiblestrum inermis ingår i släktet Amphiblestrum och familjen Calloporidae. Inga underarter finns listade i Catalogue of Life.